# Ferocactus histrix
Espèce
Statut de conservation UICN

 NT  : Quasi menacé
Statut CITES
Ferocactus histrix  est une espèce de plantes à fleurs de la famille des Cactacées, originaire du Mexique. Elle est utilisée comme plante ornementale.

## Étymologie
Fero vient du latin ferus (= féroce) par référence aux épines acérées; Histrix qui signifie en grec "Hérisson".